# Uclesia simyrae
Uclesia simyrae är en tvåvingeart som beskrevs av Herting 1966. Uclesia simyrae ingår i släktet Uclesia och familjen parasitflugor. Inga underarter finns listade i Catalogue of Life.